# 미드웨스트 프로 농구 협회
미드웨스트 프로 농구 협회(Midwest Professional Basketball Association, MPBA)는 미국의 프로 농구 연맹의 마이너 리그(세미프로리그)이다.

## 현재 팀
| 구단명                  | 연고지                | 창단   | 가맹   |
| ----------------------- | --------------------- | ------ | ------ |
| 블루밍턴 익스프레스     | 일리노이주 블루밍턴   | 2013년 | 2016년 |
| 섐페인 스웜             | 일리노이주 섐페인     | 2014년 | 2015년 |
| 시카고 블루스           | 일리노이주 시카고     | 2014년 | 2015년 |
| 유레카 블레이즈         | 일리노이주 유레카     | 2016년 | 2017년 |
| 게이트웨이 스팀         | 미주리주 세인트루이스 | 2014년 | 2015년 |
| 잭슨빌 제너럴스         | 일리노이주 잭슨빌     | 2016년 | 2017년 |
| 폰티악 식스티식서스     | 일리노이주 폰티악     | 2016년 | 2016년 |
| 세인트루이스 리버샤크스 | 미주리주 세인트루이스 | 2014년 | 2015년 |
| 윈디시티 그루브         | 일리노이주 시카고     | 2014년 | 2015년 |